# Witalij Tyschtschenko
Witalij Tyschtschenko (ukrainisch Віталій Тищенко, engl. Transkription Vitaliy Tyshchenko; * 28. Juli 1957 in Nossiwka) ist ein ehemaliger ukrainischer Mittel- und Langstreckenläufer, der für die Sowjetunion startete.
Über 1500 m erreichte er bei den Olympischen Spielen 1980 in Moskau das Halbfinale und wurde Fünfter bei den Leichtathletik-Europameisterschaften 1982 in Athen.
Bei den Leichtathletik-Halleneuropameisterschaften 1985 in Piräus gewann er Bronze über 3000 m.
Dreimal wurde er Sowjetischer Meister über 5000 m (1984, 1987, 1988) und einmal über 1500 m (1981). 1985 wurde er Sowjetischer Hallenmeister über 3000 m.

## Persönliche Bestzeiten
- 1000 m: 2:16,8 min, 11. Juni 1981, Kiew
- 1500 m: 3:35,8 min, 23. Mai 1980, Sotschi
- 3000 m: 7:49,80 min, 10. Juli 1985, Lausanne
- 5000 m: 13:38,29 min, 7. Juni 1986, Leningrad